# Pnine
Pnine (prononcer : [pnʲin]) est le  treizième roman de l'écrivain russe naturalisé américain Vladimir Nabokov et le quatrième écrit en anglais, publié en  1957. Le  succès de Pnine aux  États-Unis contribua fortement à la célébrité littéraire de Nabokov. Le personnage éponyme, Timofey Pavlovich Pnine, est un quinquagénaire, russe de naissance, professeur assistant, vivant  aux États-Unis. Ayant fui la révolution russe et ce qu’il appelle « la guerre d’Hitler », Pnine enseigne le russe au Waindell College, lieu fictif inspiré de Cornell University, Colgate University et Wellesley College, institutions où Nabokov enseigna,.

## Résumé

### Chapitre 1
Timofey Pavlovich Pnine, le personnage titre, est professeur de Russe au Waindell College." Pnine est à bord d'un train de Waindell à Cremona, où il va donner une lecture. Il est continûment perturbé par la crainte de perdre les notes pour sa lecture ou de les mélanger avec les copies d’étudiants qu'il doit corriger. Il découvre finalement qu’il est à bord du mauvais train et en descend. Alors qu'il est sur le point d'embarquer sur un bus pour Cremona, il réalise qu il a perdu son bagage avec ses notes et a un malaise. Il arrive finalement à Cremona à bord d'un camion et il est sur le point de commencer sa lecture quand il subit une vision de ses parents décédés et amis d'avant le révolution russe dans le public. Le chapitre se clôt sans que l’on sache si  Pnine avait les bonnes notes.

### Chapitre 2
Laurence Clements, professeur à Waindell, et son épouse Joan cherchent un nouveau locataire après le mariage et le départ de leur fille, Isabel. Pnine est le nouveau locataire, informé de la chambre vacante par la bibliothécaire de Waindell, Mme Thayer. Les Clementses apprécient les excentricités de Pnin et ses phrasés idiosyncratiques. Suit l'histoire de la relation de Pnin avec son ex-femme, le Dr Liza Wind, qui l'a incité à la faire venir en Amérique afin qu'elle puisse le quitter pour son collègue, le  psychologue Eric Wind. Liza  rencontre Pnine, mais souhaite seulement lui extorquer de l'argent pour son fils, Victor. Bien que Pnine soit conscient de sa nature, il demeure amoureux d'elle.

### Chapitre 3
Pnine est seul chez les Clementses alors qu'ils sont allés rendre visite à Isabel. Nabokov décrit les logements passés de Pnine et son anglais idiosyncratique. Pnine donne des cours à sa classe d'élémentaire en russe, puis se rend à la bibliothèque, où il ignore les tentatives de conversation de Mme Thayer. Alors qu'il tente de rendre un livre demandé par un autre client, le dossier montre que le demandeur est lui-même Pnine. Pnine fait des recherches pour son livre sur la culture russe, puis assiste à la projection d'un film de propagande soviétique qui le fait pleurer. Le chapitre se termine par le retour d'Isabel, qui a quitté son mari. Pnine devra trouver un nouveau logement.

### Chapitre 4
Victor Wind, 14 ans, rêve d'un roi étranger qui refuse d'abdiquer et est exilé (préfiguration de Feu pâle). Dans son fantasme, ce roi, plutôt qu'Erik Wind, est son père. Victor est décrit comme un garçon intelligent et non conformiste doté d'un grand talent pour le dessin. Ses parents sont incapables de comprendre son talent artistique, au grand dam du garçon. Victor n'a que peu de respect pour ses professeurs à St. Bart's, à l'exception de Lake, le professeur d'art, "un homme extrêmement obèse aux sourcils froncés et aux mains poilues". Victor doit rencontrer Pnine à la gare routière de Waindell. Il lui achète à la hâte un ballon de foot et le roman de Jack London, Le fils du loup. Victor ne s'intéresse pas au football et Pnine considère la rencontre comme un échec, ignorant que Victor le tient en grande admiration.

### Chapitre 5
Pnine se rend à The Pines, la résidence d'été d'un ami, où l'hôte et les invités sont des émigrés russes et leurs enfants américanisés. Parmi ses amis, Pnine, mal adapté à la société anglophone, est à l'aise et affiche ses connaissances de la culture russe et ses compétences en matière de croquet. Un ami commun mentionne l'ancienne passion de Pnine, la juive Mira Belochkin, assassinée à Buchenwald. Une autre mentionne Vladimir Vladimirovich, un expert des papillons, qui sera plus tard révélé comme le narrateur de Pnine.

### Chapitre 6
Pnine invite les Clementses, Mme Thayer, plusieurs membres du corps professoral de Waindell et son ancienne élève, Betty Bliss, à sa  pendaison de crémaillère". Pnine envisage d'acheter la maison à son propriétaire, mais le Dr Hagen, président de son département, l'informe qu'un nouveau département du russe doit être créé, dirigé par un homme sous lequel Pnine refuse catégoriquement de travailler. Pnine casse presque un magnifique bol à punch en verre, un cadeau de Victor et un symbole de sa considération.

### Chapitre 7
L'identité du narrateur est révélée - un universitaire et lépidoptériste russo-américain appelé Vladimir Vladimirovich. V.V. raconte sa version de ses rencontres avec Pnine, affirmant qu'ils se sont rencontrés pour la première fois lorsque V.V. avait rendez-vous avec le père de Pnine, Pavel, un ophtalmologue. V.V. a eu une liaison avec l'ex-femme de Pnine, Liza, juste avant son mariage, a dénigré sa poésie médiocre "Akhmatovesque" et l'a conduite à tenter de se suicider. V.V., le nouveau chef du département russe de Waindell, a écrit à Pnine pour l'inciter à rester, mais ce dernier a quitté Waindell en emmenant un chien errant avec lui. Le roman se termine avec Jack Cockerell, responsable anglais de Waindell, qui commence à raconter à V.V. l'histoire de Pnine apportant les faux exposés de conférence à Crémona, et refermant ainsi la boucle narrative